# بلدة كوميرك (ميشيغان)
كوميرك (بالإنجليزية: Commerce Township, Michigan)‏ هي بلدة تقع بولاية ميشيغان في الولايات المتحدة. تبلغ مساحتها 77.3 (كم²)، وترتفع عن سطح البحر 277 م، بلغ عدد سكانها 40186 نسمة في عام تعداد الولايات المتحدة 2010 حسب إحصاء مكتب تعداد الولايات المتحدة .

## أعلام
- ديفيد هان
- داريل هاربر
- توماس بليك كينيدي

## وصلات خارجية
- commercetwp.com
- The US50 - Cities and Towns in Michigan State
- Michigan Cities and Towns, Facts, Map, Flag, Colleges, Government, and More